# Laugh, Clown, Laugh
Laugh, Clown, Laugh (Brasil: Ridi, Pagliacci! / Portugal: Ri, Palhaço, Ri) é um filme mudo de drama romântico norte-americano de 1928, estrelado por Lon Chaney e Loretta Young. O filme foi dirigido por Herbert Brenon, lançado e produzido pela Metro-Goldwyn-Mayer.
Foi o filme de estreia de Loretta Young.

## Elenco
- Lon Chaney – Tito/Flick
- Loretta Young – Simonetta
- Nils Asther – Count Luigi Ravelli
- Bernard Siegel – Simon
- Cissy Fitzgerald – Giacinta
- Gwen Lee – Lucretia